# Cramauchenia
Cramauchenia es un género extinto de mamífero herbívoro, miembro del orden de los litopternos, que vivió en América del Sur entre el Oligoceno superior y el Mioceno inferior. Cramauchenia fue nombrado por Florentino Ameghino. Su nombre no tiene traducción literal; de hecho, es un anagrama del mejor conocido género Macrauchenia. El género fue conocido inicialmente de la Formación Sarmiento en la provincia de Chubut, en Argentina, siendo más tarde descubierto en la Formación Chichinales en la provincia de Río Negro y la Formación Cerro Bandera en Neuquén, también en Argentina, en sedimentos asignados a la edad-mamífero sudamericana Colhuehuapense (Mioceno inferior). En 1981 Soria hizo de C. insolita un sinónimo más moderno de C. normalis. En 2010 se describió un C. normalis encontrado en Cabeza Blanca (Chubut, Argentina) en la Formación Sarmiento, en sedimentos asignados a la edad-mamífero sudamericana Deseadense (Oligoceno superior).